# Хенниг, Максимилиан
Максимилиан Себастьян Марк Хенниг (нем. Maximilian Sebastian Marc Hennig; родился 12 октября 2006 года, Айхенрид, Германия) — немецкий футболист, защитник клуба «Бавария», выступающий на правах аренды за «Унтерхахинг». Победитель чемпионата Европы до 17 лет в составе сборной Германии.

## Клубная карьера
Максимилиан Хенниг — воспитанник «Баварии».

## Карьера в сборной
За сборную Германии до 16 лет сыграл 5 матчей. На чемпионате Европы до 17 лет в составе сборной Германии сыграл 2 матча; его команда выиграла этот турнир. На чемпионате мира сыграл все 7 игр сборной; его команда также выиграла этот турнир.

## Достижения
- Чемпион Европы до 17 лет: 2023
- Чемпион мира до 17 лет: 2023